# Scolopax celebensis
La beccaccia di Sulawesi (Scolopax celebensis, Riley 1921) è un uccello della famiglia degli Scolopacidae dell'ordine dei Charadriiformes.

## Sistematica
Scolopax celebensis ha due sottospecie:
- S. celebensis celebensis
- S. celebensis heinrichi

## Distribuzione e habitat
Questa beccaccia vive esclusivamente tra i 1 700-2 300 metri nelle foreste montane dell'isola di Sulawesi.